# ديف ريفيس
ديف ريفيس (بالإنجليزية: Dev Reeves)‏ (6 مارس 1967 في الولايات المتحدة - ) هو معلق رياضي ولاعب كرة قدم أمريكي في مركز الدفاع. لعب مع Cleveland Crunch ‏ وSt. Louis Ambush (1992–2000) ‏ وJonsereds IF ‏ وDallas Sidekicks (1984–2004) ‏.